# Mięsień prosty tylny większy głowy

Mięsień prosty tylny większy głowy

Mięsień prosty tylny większy głowy (łac. musculus rectus capitis posterior major) – w anatomii człowieka mięsień należący do grupy mięśni podpotylicznych, zaliczanych do głębokich mięśni grzbietu. Położony jest w obrębie karku, ma kształt płaskiego, wydłużonego trójkąta. Przyczep początkowy ma na wyrostku kolczystym kręgu obrotowego, biegnie skośnie w górę i w bok, kończąc się na kości potylicznej pod środkową częścią kresy karkowej dolnej. Jego brzeg boczny, razem z brzegami przyśrodkowymi mięśnia skośnego górnego głowy i mięśnia skośnego dolnego głowy, wytwarza trójkąt podpotyliczny (trigonum suboccipitale) – trójkątną szczelinę między mięśniami odsłaniającą boczną część łuku tylnego kręgu szczytowego, tętnicę kręgową i nerw podpotyliczny. Unerwiony jest przez nerw podpotyliczny, pochodzący z gałęzi tylnej nerwu szyjnego C1, dodatkowo może być częściowo unerwiony przez nerw szyjny C2.